# Nordfjordeid
Nordfjordeid este o localitate din comuna Eid, provincia Sogn og Fjordane, Norvegia, cu o suprafață de 2,33 km² și o populație de 2.740 locuitori (2013).